# 京官
京官（きょうかん）とは、律令制において、在京の官司・官職のこと。在京諸司を略したものである。内官（ないかん）とも。外官とは対の関係にある。

## 京官の由来
京官の概念は中国の『周礼』以来のもので、天子の直轄地である都城・王畿にて家産官僚として天子を補佐する役目を担い、王畿の外にいる諸侯と対峙していた。封建制から律令制に代わって諸侯が外官に変化したが、京官の性格は大きく変わることなく、日本に導入された。例えば、公式令で京官に対する命令文書には外印（太政官印）、外官に対する命令文書には内印（天皇御璽）が押印されているが、これは古代中国の名残とされている。

### わが国への移入
一方、中国では内外問わずに適用されていた規定が京官のみに適用されたり、京官に対する独自の規定が設けられたりしたことも知られている。例えば、五位以上の京官が畿外（畿内の外側）に出る場合には、天皇への奏聞を必要とした。
養老律令の職員令にみえる二官八省一台五衛府および馬寮（左右）・兵庫（左右内）・京職（左右）・市司（東西）などを指し、定員は四等官で432名、史生以下の下級官人を加えると8,299名におよぶ。更に後宮職員令・東宮職員令・家令職員令に規定された諸司も含まれ、『令集解』によれば摂津職も京官に準じる扱いを受けていたとされる。公式令によれば、京官は大極殿・朝堂院が開く日の出前に出勤し、閉門する正午以後に退庁することになっていた。